# Sonnhofen
Sonnhofen est une ancienne commune autrichienne du district de Hartberg en Styrie.